# Il vecchio e il mare
Il vecchio e il mare (The Old Man and the Sea) è un breve romanzo dello scrittore americano Ernest Hemingway: scritto nel 1951, fu pubblicato sulla rivista Life nel 1952. Ultima grande opera narrativa pubblicata in vita, fu premiata nel 1953 col Premio Pulitzer e contribuì a fargli ottenere il Premio Nobel per la letteratura nel 1954, venendo citato tra le motivazioni del comitato selezionatore.

## Trama
Santiago è un vecchio pescatore che da 84 giorni non riesce a pescare neanche un pesce. Durante i primi 40 giorni è stato aiutato da un ragazzo di nome Manolìn, fino a quando i suoi genitori hanno deciso che il vecchio è troppo sfortunato e hanno imposto al figlio di non pescare più con lui. Un giorno Santiago, uscito in mare da solo, riesce a catturare un gigantesco marlin, che trascina la sua barca per due giorni e tre notti, finché il vecchio non riesce ad ucciderlo. Nel tragitto per tornare al porto, la preda viene divorata dai pescecani, e Santiago torna a casa sconfortato da questa avventura. Manolin corre in suo soccorso e promette al vecchio marinaio che tornerà a pescare con lui.

### I Personaggi principali

#### Santiago
Santiago viene descritto così: «Il vecchio era magro e scarno e aveva rughe profonde alla nuca. Sulle guance aveva le chiazze del cancro della pelle provocato dai riflessi del sole sul mare tropicale e le mani avevano cicatrici profonde, che gli erano venute trattenendo con le lenze i pesci pesanti.» Nel vecchio si vedono i segni di una vita dura e piena di sacrifici. L'autore lo descrive come profondamente anziano e segnato dal tempo in tutto, ad eccezione dei suoi occhi, che erano rimasti del colore del mare. La sua lotta con il pesce, anche se non si concluderà bene, rappresenta l'affermazione del suo orgoglio e del suo coraggio, che sembravano già persi da tempo, ma anche la notevole forza che dimostra combattendo quasi a mani nude con i pescecani. Al ritorno a riva, della sua preda rimane solo lo scheletro, una sconfitta sul piano economico ma soprattutto su quello morale. Nel romanzo emergono altri particolari, ad esempio che Santiago è rimasto vedovo, ha una grande passione per il baseball, è tifoso di Joe Di Maggio e in gioventù ha viaggiato a lungo come marinaio arrivando fino in Africa (i leoni che aveva visto sono un suo sogno ricorrente). Per il personaggio probabilmente lo scrittore s'ispirò al marinaio cubano Gregorio Fuentes, con cui aveva stretto rapporti di amicizia.

#### Manolin
Manolin (in alcune traduzioni indicato come Manolo) è un ragazzo che è stato accanto a Santiago fin da bambino, prima che i suoi genitori lo costringessero a cercare lavoro altrove, ritenendo che il vecchio fosse troppo sfortunato. Manolin, che è il conforto del vecchio nei momenti di solitudine, rappresenta il coraggio, la speranza e la fiducia.

#### Il marlin
Il pesce catturato ha una notevole rilevanza nel romanzo. Si tratta di un marlin enorme, lungo circa 5 metri e mezzo, «con delle strisce color viola che la cingevano». Nei suoi movimenti è calmo e infonde nel marinaio un senso di nobiltà. La lotta si mantiene infatti su un piano paritetico, il pesce lotta per la sopravvivenza così come Santiago. Il vecchio sembra scorgere un comportamento umano nel marlin, ma alla fine sono la gerarchia naturale e la necessità del pescatore a prevalere. Gli ambienti sono descritti in modo oggettivo e realistico, così come li vedono i personaggi.

### Tempo
La vicenda è ambientata nel mese di settembre (“Stai coperto, vecchio” disse il ragazzo. “Ricordati che siamo in settembre.”). Secondo i riferimenti del protagonista al campione americano di baseball Joe Di Maggio e alla sua serie contro i Detroit Tigers dopo il recupero da un soprosso, citato più volte e in momenti delicati, si può dedurre che la vicenda sia ambientata nel 1950. Tutta la vicenda si svolge per lo più in quattro giorni: tre per la cattura del marlin, un giorno ed una notte per il ritorno. Gli altri eventi hanno minore rilevanza.

## Tematiche
I temi affrontati ne Il vecchio e il mare sono i temi prediletti dall'autore: 
- Il coraggio e la tenacia dell'uomo;
- La vita come sfida al destino (in questa breve storia di un vecchio che lotta con un pesce spada c'è tutta l'epica di Hemingway: alcuni critici lo hanno definito il suo Moby Dick);
- Il tema della fusione dell'uomo con la natura (durante tutto il racconto il vecchio è animato da un rispetto profondissimo per quel pesce nella sua lotta contro la determinazione del pescatore);
- L'incombere della morte (il tema è presente in tutta l'opera di Hemingway).

## Stile e linguaggio
Lo stile che Hemingway si era costruito in lunghi anni di lavoro come giornalista, è lo specchio del suo modo di vivere e di concepire la vita: antiretorico, rigoroso, sintetico.
Caratteri distintivi:
- puntualità lessicale: i gesti della pesca sono descritti con precisione tecnica e conoscenza professionale;
- chiarezza e essenzialità del periodare: il fraseggio è breve, prevale la coordinazione;
- aggettivazione scarna e limitata;
- dialoghi frequenti ripresi in diretta, vicini al parlato;
- ritmo narrativo lento.

## Accoglienza nel mondo letterario
Il romanzo fu accolto da enorme successo, vendendo 5 milioni di copie. Scrittori contemporanei come Ezra Pound lo accolsero con entusiasmo, sottolineando l'aspetto di novità che Hemingway introduceva nella narrativa moderna.
Critici letterari come Carlos Baker e Philip Young, insieme ad altri studiosi, analizzarono l'opera con equilibrio e profondità d'interpretazione.
Una celebre stroncatura fu invece quella del critico letterario e sociologo Dwight Macdonald, che lo elevò a classico esempio di pessima letteratura, di quella categoria del kitsch da lui battezzata midcult, prototipo di quei prodotti che, pur presentandosi come "cultura alta" (highbrow), sono in realtà accozzaglie di banalità e coacervi di piattezze intese a solleticare i gusti pop culture di un pubblico di massa, scarsamente o mediamente acculturato.
In Italia Alberto Moravia accusò l'opera di eccessivo estetismo, Claudio Gorlier di ripetitività di temi e situazioni, Giovanni Comisso di successo immeritato. Ammiratori dell'opera furono invece Eugenio Montale, Elio Vittorini, Italo Calvino e Giorgio Bassani.

## Versioni cinematografiche
- Nel 1958 il regista John Sturges girò un film ispirato al libro di Hemingway. Il film vinse un Oscar per le musiche. Il vecchio è interpretato da Spencer Tracy.
- Esiste una breve versione d'animazione, The Old Man and the Sea di Aleksandr Petrov (1999), realizzata in un interessante stile pittorico. Questa versione ha vinto nel 2000 il premio Oscar per l'animazione.
- Il corto Staretzat i moreto, di Petko Spasov (2002, Bulgaria), è invece un adattamento molto libero del soggetto di Hemingway.

## Libro e musica
- Il libro ha dato anche ispirazione al cantautore Roberto Vecchioni che, nell'album Rotary Club of Malindi, ha inciso una canzone intitolata proprio "Il vecchio e il mare".

## Edizioni italiane
- Il vecchio e il mare, traduzione di Fernanda Pivano, Collezione Medusa n.306, Milano, Arnoldo Mondadori Editore, dicembre 1952. - Collana Opere di E. Hemingway vol. II, Mondadori, 1962; Introduzione di F. Pivano, Collana Oscar n.399, Mondadori, 1972; Collana Biblioteca, Mondadori, 1975; Collana Classici di ieri e di oggi per la gioventù, Mondadori, 1976; Collana Evergreen. Grande Biblioteca per ragazzi, Mondadori-De Agostini, 1988; Collana Oscar Classici moderni, Mondadori, 1995; Collana I MITI, Mondadori, 1996; Collana Oscar moderni, Mondadori, 2016.
- Il vecchio e il mare, traduzione di F. Pivano, riduzione e commento di Domenico Manzella, con 12 tavole a colori, Milano, Edizioni Scolastiche Mondadori, 1968  [1967]. - Collana Narrativa moderna n.9, Edizioni Scolastiche Bruno Mondadori, 1980.
- Il vecchio e il mare, traduzione di F. Pivano, a cura di Carlo Di Alesio e Enrico Saravalle, Milano, Arnoldo Mondadori Scuola.
- Il vecchio e il mare, con il racconto inedito La ricerca come felicità, traduzione di Silvia Pareschi, Collana Oscar moderni. Cult, Milano, Mondadori, 2021, ISBN 978-88-047-3445-1.